# William Kerr (4e marquis de Lothian)
William Henry Kerr, 4e marquis de Lothian (1710 - 12 avril 1775) est un noble écossais, militaire britannique et homme politique, fils aîné de William Kerr (3e marquis de Lothian). Il est appelé maître de Jedburgh jusqu'en 1722, Lord Jedburgh de 1722 à 1735 et comte d'Ancram de 1735 à 1767. Il se distingue pendant la guerre de Succession d'Autriche.

## Famille

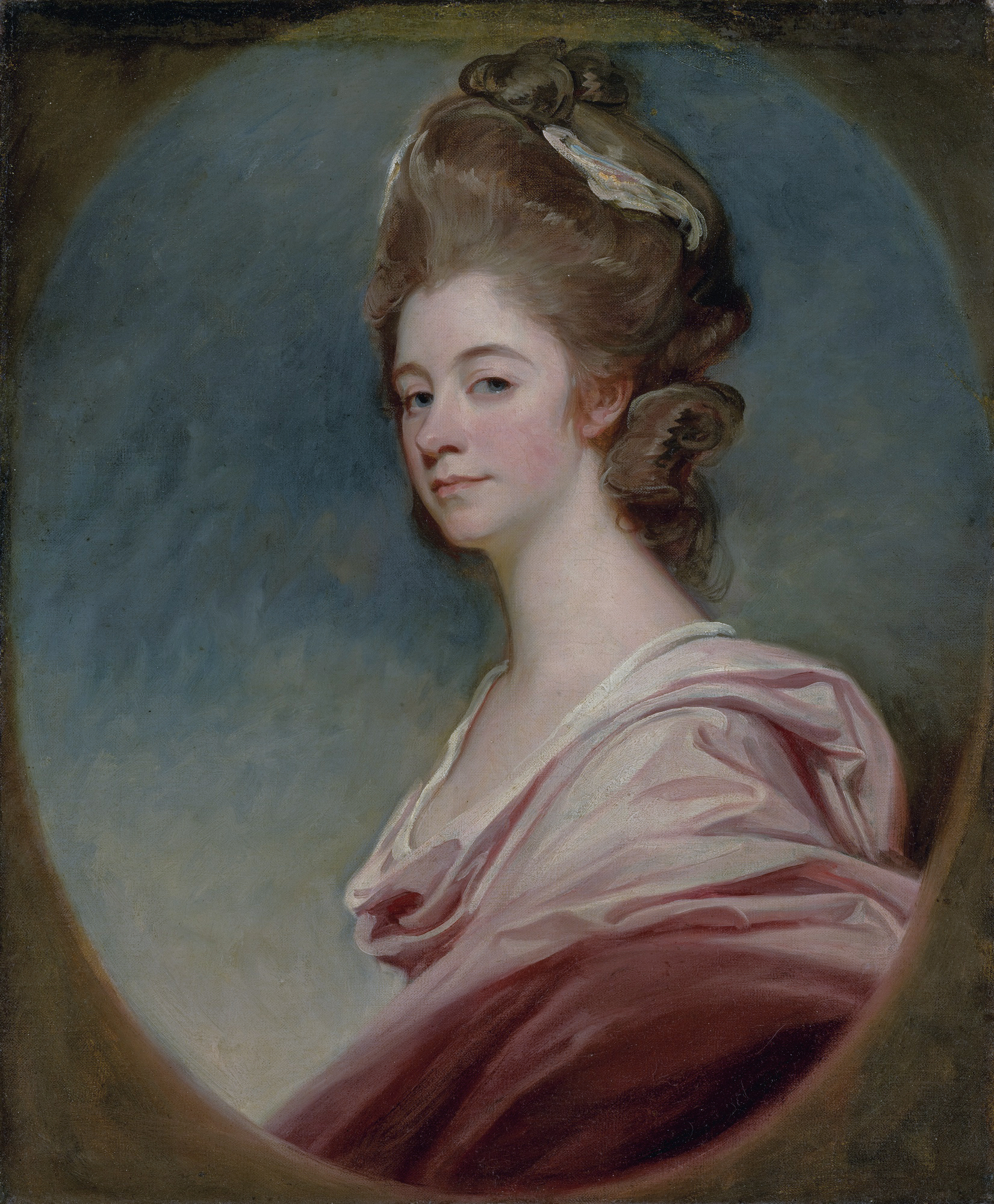
Emilia Kerr (1756-1832), par George Romney

Le 6 novembre 1735, il épouse Caroline Darcy (décédée en 1778), fille de Robert Darcy, et ont trois enfants:
- William Kerr (5e marquis de Lothian) (1737-1815)
- Louisa Kerr, épouse George Henry Lennox le 25 décembre 1759 à Dumfries
- Wilhelmina Emilia Kerr, épouse le colonel John McLeod (officier) (en), le 2 janvier 1783 à Londres et père de cinq filles et de quatre fils.

## Carrière militaire
Il est cornette en 1735 et capitaine au 31e régiment de fantassins en 1739 et transféré en tant que tel au Grenadier Guards en 1741. Il combat avec les gardes lors de la bataille de Fontenoy (1745) alors qu'il est aide de camp du duc de Cumberland et est blessé au cours de la bataille. Il est ensuite fait colonel auprès du roi. La même année, il est nommé lieutenant-colonel du 11th Hussars et commande la cavalerie de l'aile gauche lors de la bataille de Culloden en 1746. Son frère cadet, Robert Kerr, est dans l'infanterie et y est tué. Après la bataille, il commande les forces à Aberdeen jusqu'en août, puis retourne sur le continent avec Cumberland en décembre. À un moment de l’année, il est nommé valet de la chambre de Cumberland.
Le 1er décembre 1747, il succède à Daniel Houghton en tant que colonel du South Wales Borderers. Le 11 décembre 1747, grâce à la protection de son beau-frère Robert Darcy, il est élu député de Richmond à la place de Conyers Darcy, qui est également réélu pour le Yorkshire et préféré ce siège.
En 1752, il est nommé colonel du 11th Hussars, en remplacement de son grand-oncle Mark Kerr. Promu au grade de lieutenant général en 1758, il commande sous le duc de Marlborough lors du raid sur Saint-Malo.

## Carrière politique
Il suit son ancien commandant, Cumberland, en politique et, avec lui, soutient William Pitt l'Ancien et son opposition aux négociations pour le traité de Paris. Alors que la position politique d'Ancram est compromise en 1762 lorsque son beau-frère, Lord Holderness, vend ses biens dans l'arrondissement de Richmond, Henry Fox et William Petty FitzMaurice s'efforcent toujours de le persuader de quitter la Chambre des communes avant le vote sur les préliminaires de paix. Ancram vote contre les préliminaires le 9 décembre, après avoir manqué un message de Cumberland lui enjoignant de ne pas le faire. Il finit par prendre les Chiltern Hundreds en 1763, après avoir accepté, selon le duc de Newcastle, 4 000 £.
En 1767, il accède au marquisat de Lothian. Il est élu pair représentant de l'Écosse et nommé chevalier du chardon en 1768. Il est promu général en 1770 et décède à Bath en 1775.